# O'zbekiston Respublikasining Davlat Madhiyasi
O'zbekiston Respublikasining Davlat Madhiyasi là quốc ca của Uzbekistan. Bài này bắt đầu có khi Uzbekistan trở thành một nước cộng hòa thuộc Liên Xô. Lúc quốc gia này độc lập vào năm 1991, do không có ứng cử viên nào phù hợp, phần nhạc theo quốc ca cũ thời Xô Viết sáng tác bởi Mutal Burhonov đã được sử dụng lại nhưng lời đã được viết mới bởi Abdulla Oripov.

## Lời

### Tiếng Uzbek
| Ký tự Latinh | Ký tự Cyrill (không chính thức) | Chuyển tự IPA |
| --- | --- | --- |
| Đoạn 1 | | |
| Serquyosh, hur oʻlkam, elga baxt, najot, Sen oʻzing doʻstlarga yoʻldosh, mehribon – mehribon! Yashnagay to abad ilmu fan, ijod, Shuhrating porlasin toki bor jahon! | Серқуёш ҳур ўлкам, элга бахт, нажот, Сен ўзинг дўстларга йўлдош, меҳрибон! Яшнагай то абад илму фан, ижод, Шуҳратинг порласин токи бор жаҳон! | [serqujɒʃ \| hur olkʲæm \| elgʲæ bæχ \| næd͡ʒɒt̪ \|] [sen ozɨŋ d̪oslærgʲæ jold̪ɒʃ mehrɨbɒn \| mehrɨbɒn ‖] [jæʃnægʲæj t̪o æbæt̪ ɨlmu ɸæn \| ɨd͡ʒɒt̪ \|] [ʃuhræt̪ɨŋ pɒrlæsɨn t̪ɒkɨ bɒr d͡ʒæhɒn ‖] |
| Điệp khúc | | |
| Oltin bu vodiylar — jon Oʻzbekiston, Ajdodlar mardona ruhi senga yor! Ulugʻ xalq qudrati joʻsh urgan zamon, Olamni mahliyo aylagan diyor!                           | Олтин бу водийлар — жон Ўзбекистон, Аждодлар мардона руҳи сенга ёр! Улуғ халқ қудрати жўш урган замон, Оламни маҳлиё айлаган диёр!            | [ɒlt̪ɨn bu ʋod̪ijlær \| d͡ʒɒn ozbekɨst̪ɒn \|] [æd͡ʒd̪ɒd̪lær mærd̪ɒnæ ruhɨ seŋgʲæ jɒr ‖] [uluʁ χælq qud̪ræt̪ɨ d͡ʒoʃ urgʲæn zæmɒn \|] [ɒlæmnɨ mæhlijɒ æjlægʲæn d̪ijɒr ‖]                           |
| Đoạn 2 | | |
| Bagʻri keng oʻzbekning oʻchmas iymoni, Erkin, yosh avlodlar senga zoʻr qanot, zoʻr qanot! Istiqlol mashʼali, tinchlik posboni, Haqsevar, ona yurt, mangu boʻl obod! | Бағри кенг ўзбекнинг ўчмас иймони, Эркин, ёш авлодлар сенга зўр қанот! Истиқлол машъали, тинчлик посбони, Ҳақсевар, она юрт, мангу бўл обод!  | [bæʁrɨ keŋ ozbeknɨŋ ot͡ʃmæs ijmɒnɨ \|] [erkɨn \| jɒʃ æʋlɒd̪lær seŋgʲæ zor qænɒt̪ \| zor qænɒt̪ ‖] [ɨst̪ɨqlɒl mæʃʔælɨ \| t̪ɨnt͡ʃlɨk pɒsbɒnɨ \|] [hæqseʋær \| ɒnæ jur \| mæŋgʲʉ bol ɒbɒt̪ ‖]   |
| Điệp khúc | | |
| Oltin bu vodiylar — jon Oʻzbekiston, Ajdodlar mardona ruhi senga yor! Ulugʻ xalq qudrati joʻsh urgan zamon, Olamni mahliyo aylagan diyor!                           | Олтин бу водийлар — жон Ўзбекистон, Аждодлар мардона руҳи сенга ёр! Улуғ халқ қудрати жўш урган замон, Оламни маҳлиё айлаган диёр!            | [ɒlt̪ɨn bu ʋod̪ijlær \| d͡ʒɒn ozbekɨst̪ɒn \|] [æd͡ʒd̪ɒd̪lær mærd̪ɒnæ ruhɨ seŋgʲæ jɒr ‖] [uluʁ χælq qud̪ræt̪ɨ d͡ʒoʃ urgʲæn zæmɒn \|] [ɒlæmnɨ mæhlijɒ æjlægʲæn d̪ijɒr ‖]                           |

### Dịch sang tiếng Việt
Vùng đất tự do đầy ánh mặt trời của tôi, hạnh phúc và sự bảo vệ tới mọi người,
Bạn đã toả hơi ấm tới những người bạn trung thành của bạn!
Những sự phồn thịnh mãi mãi đi với học tập và sáng tạo,
Cho vinh quang dài lâu để thế giới biết.
Đây là những thung lũng vàng –  Ôi Uzbekistan,
Những linh hồn dũng cảm của tổ tiên bạn sẽ đi với bạn!
Khi nguồn năng lượng vĩ đại của nhân dân vùng dậy,
(Thì bạn đã) làm cả thế giới vui sướng!
Khi sự tin tưởng không bao giờ chết trong trái tim rộng mở của người Uzbek,
Thì thế hệ trẻ sẽ là đôi cách mạnh mẽ của bạn!
Dẫn đường cho độc lập, thần hộ mệnh tự do,
Mãi mãi mến yêu cho sự thật, Đất Mẹ, sự hưng thịnh!
Đây là những thung lũng vàng –  Ôi Uzbekistan,
Những linh hồn dũng cảm của tổ tiên bạn sẽ đi với bạn!
Khi nguồn năng lượng vĩ đại của nhân dân vùng dậy,
(Thì bạn đã) làm cả thế giới vui sướng!